# Canton Bulldogs

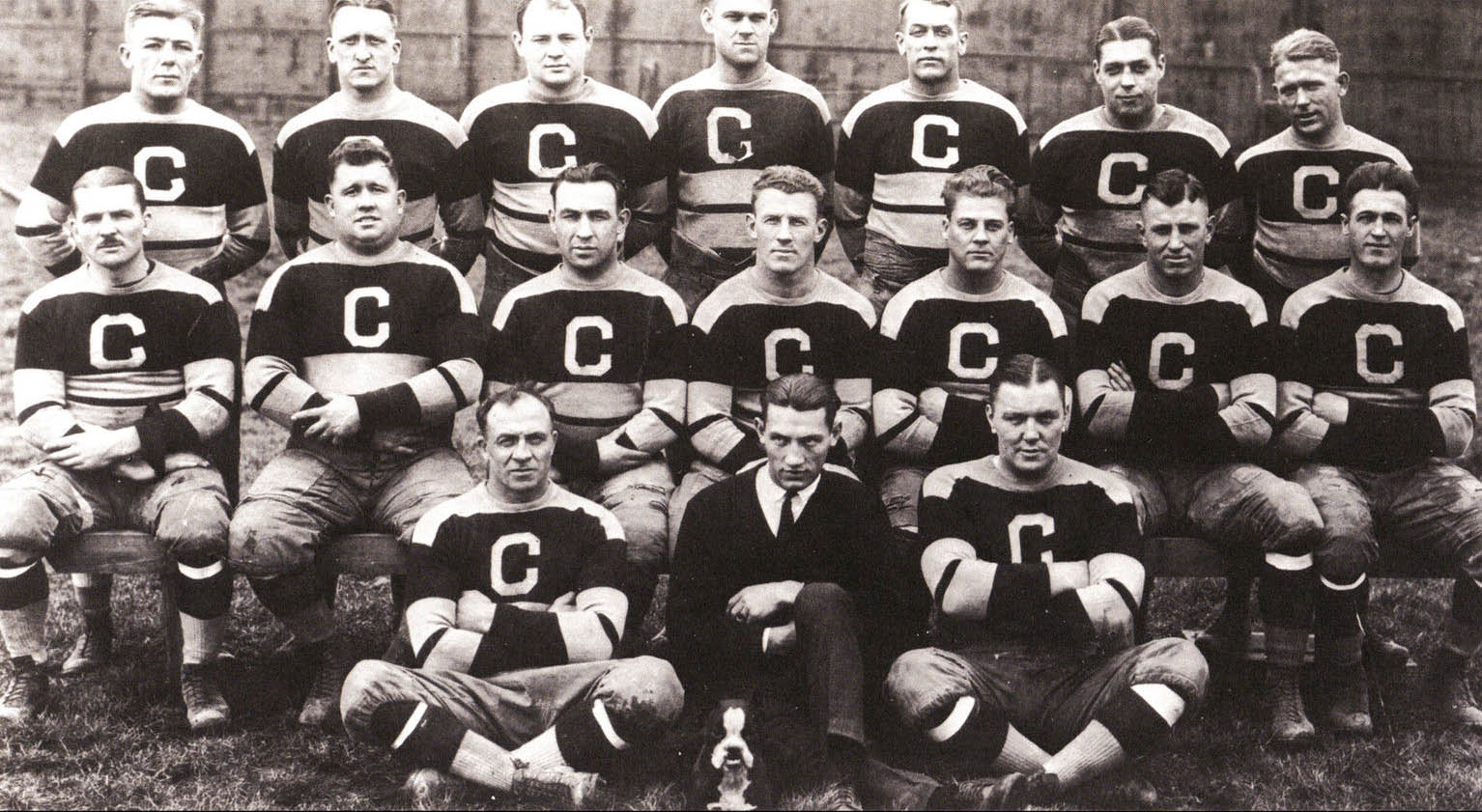
Os Bulldogs em 1923.

Canton Bulldogs foi uma das primeiras equipes de futebol americano fundada nos Estados Unidos. Era sediada na cidade de Canton, Ohio.
Quando fundado em 1904 o clube abrigaria dois times, um de futebol e um de beisebol. A grande rivalidade do time no começo da década de 10 do século passado foi contra Massillon Tigers. No ano de 1906 os dois times protagonizaram o primeiro grande escândalo do esporte, quando um jornal de Massillon acusou o técnico do Canton, Blondy Wallace, e o jogador do Massillon, Walter East, de combinarem resultados de dois jogos entre as equipes, para que uma terceira partida fosse realizada. A acusação nunca foi comprovada. E com esse escândalo o time ficou sem jogar de 1907 até 1911.
Os Bulldogs foram os primeiros campeões da NFL, com essa nomenclatura. Apesar de terem ganhado o campeonato de 1923 o time sofreu desmonte na parte administrativa e de jogadores e foi fechado em 1924, quando foi vendido para o Cleveland Indians. Com a compra do time de Canton, o Indians trocou o nome para Cleveland Bulldogs. Já na temporada de 1925 o time novamente foi vendido e voltou para Canton, porém um ano depois a liga decidiu fechar o clube.
Apesar de não contar mais com uma franquia, a cidade de Canton se tornou sede do Pro Football Hall of Fame. A escolha aconteceu porque a liga foi fundada na cidade e pelo histórico do time, mesmo antes da criação da liga e suas contribuições para o esporte. O hall da fama foi inaugurado no dia 7 de setembro de 1963.
O time é o recordista de jogos consecutivos sem derrotas na liga, são 25 jogos (22 vitórias e três empates) durante as temporadas de 1921 e 23, segundo o livro O Início da NFL 1920-1952.